# Општина Рошија (Сибињ)
Рошија (рум. Roşia) општина је у Румунији у округу Сибињ.
Oпштина се налази на надморској висини од 455 m.